# Desulfobacterales
Desulfobacterales es un orden de  bacterias reductoras de sulfato incluida entre las Deltaproteobacteria. Abarca tres familias. Reducen los sulfatos a sulfuros para obtener energía.